# Average Access Time
AAT (ang. Average Access Time) – średni czas dostępu; średni czas oczekiwania na rozpoczęcie transferu danych z dysku twardego do urządzenia przetwarzającego te dane, np. procesora. Podawany najczęściej w milisekundach.